# Artur Schnabel

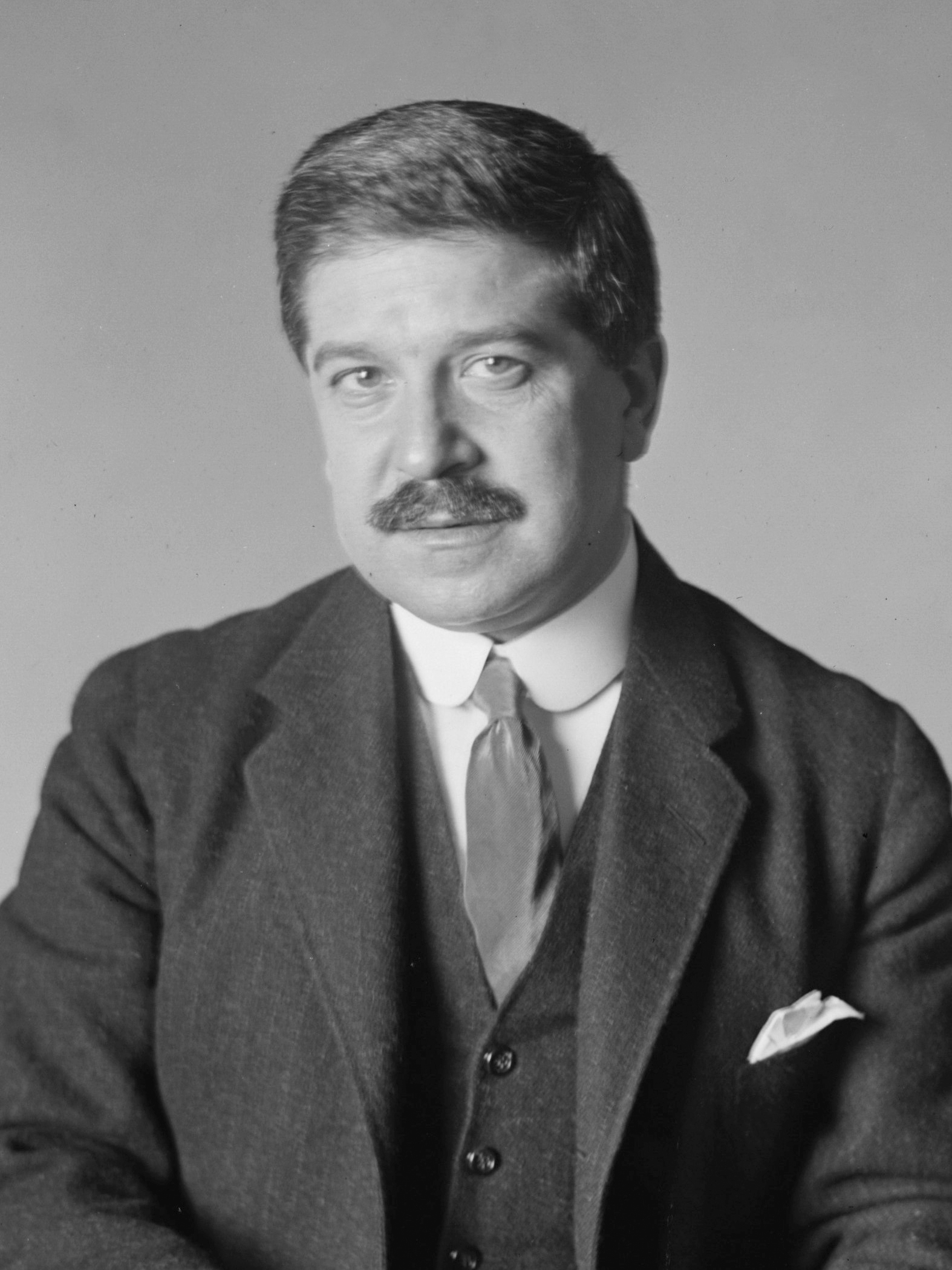
Artur Schnabel

Artur Schnabel (soms als Arthur geschreven ) (Lipnik, 17 april 1882 - Axenstein, Morschach, 15 augustus 1951) was een Oostenrijks pianist en componist.

## Leven
Schnabel was student van onder andere Theodor Leschetizky in Wenen. Hij werd in 1919 docent aan de Hochschule für Musik in Berlijn, maar week in 1934 uit naar Londen, vanwege zijn joodse afkomst. Schnabel was vooral bekend door zijn vertolkingen van werken uit de traditie van de Duitse en Oostenrijkse klassieke muziek. Vooral zijn interpretaties van Ludwig van Beethoven, Franz Schubert, Wolfgang Amadeus Mozart, en Johannes Brahms zijn beroemd.

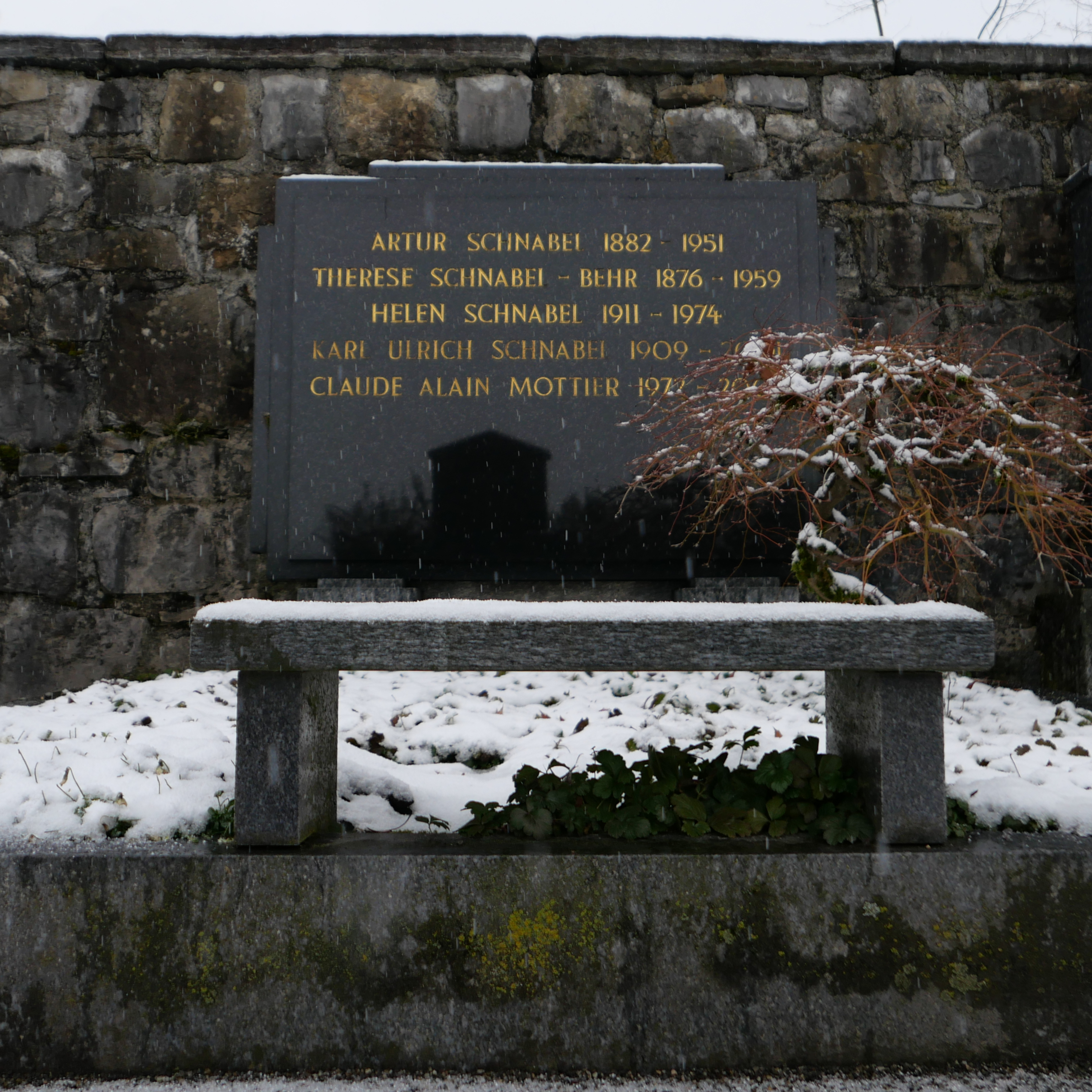
Het familiegraf in januari 2024.

Schnabel vond zijn laatste rustplaats op de begraafplaats van Schwyz, de hoofdstad van het gelijknamige kanton. Ook begraven in het graf waren zijn vrouw Therese, geboren Behr (1876–1959), die ook muzikant was, hun zoon Karl Ulrich (1909–2001), die ook pianist was, en zijn vrouw Helen, geboren Fogel (1911– 1974), een pianist uit de VS, en haar kleinzoon Claude Alain Mottier (1972-2002), die ook pianist werd en buiten zijn schuld omkwam bij een verkeersongeval, liggen begraven. In 2006 heeft de gemeente Schwyz het familiegraf tot monument verklaard, waardoor het permanent beschermd is tegen verwaarlozing.

## Composities
Zo klassiek als zijn pianorepertoire was, zo progressief was Schnabel's eigen componeren. Hij was bevriend met Arnold Schönberg, en schreef ook zelf voornamelijk in de atonale stijl. Hij componeerde onder andere symfonieën, een rhapsodie voor orkest, pianoconcerten, solostukken voor piano, strijkkwartetten en kamermuziekwerken.

## Overig
Schnabel gaf de pianowerken van Beethoven uit, en werkte met Fleisch aan edities van werken van Mozart en Brahms. Ook was hij auteur van het boek "Music and the line of the most resistance" (1942).
- Bibsys: 90568384
- Biblioteca Nacional de España: XX1594159
- Bibliothèque nationale de France: cb121717278 (data)
- Catàleg d'autoritats de noms i títols de Catalunya: 981058518728406706
- CiNii: DA04733604
- Gemeinsame Normdatei: 118609467
- International Standard Name Identifier: 0000 0001 0871 9843
- Library of Congress Control Number: n50004689
- Nationale Bibliotheek van Letland: 000043465
- MusicBrainz: 3b3d28fa-caaf-46ed-a545-29558adf25ec
- Bibliotheek van het Japanse parlement: 00455661
- Nationale Bibliotheek van Tsjechië: js20020722032
- Nationale bibliotheek van Australië: 35481503
- Nationale Bibliotheek van Israël: 987007267781005171
- Nationale Bibliotheek van Polen: a0000002849763
- Nationale en Universitaire bibliotheek Zagreb: 000400741
- Nederlandse Thesaurus van Auteursnamen: 072989998
- Réseau des bibliothèques de Suisse occidentale: 02-A000145313
- Istituto Centrale per il Catalogo Unico: LO1V173480
- LIBRIS: 214143
- SNAC: w6n01gd8
- Système universitaire de documentation: 067019234
- Trove: 968737
- Virtual International Authority File: 14811475
- WorldCat: E39PBJmdw9GVv4GWJXCthMWbh3